# Jaime Vadell
Jaime Patricio Vadell Amión (Valparaíso, 6 de octubre de 1935) es un prolífico actor, director y empresario de teatro chileno, de larga trayectoria teatral, cinematográfica y televisiva.
Fue miembro del Teatro Ictus entre 1965 y 1976, y director artístico de la compañía Teatro La Feria entre 1977 y 2007.Vadell ha recibido numerosos premios y reconocimientos nacionales e internacionales a su trayectoria artística.

## Biografía
Nació el 6 de octubre de 1935 en Valparaíso. Hijo de Arcadio Vadell Baez, y de Lucía Amión Peyroulx. Tiene un hermano mayor llamado Juan Vadell Amión; abogado y exdirector de Servicio de Impuestos Internos hasta 1973. A la edad de cinco años, su familia migró a Santiago de Chile. Su padre de origen Balear, fue empresario gastronómico y propietario del mítico restaurant La Bahía de Santiago.

### Vida personal
Contrajo matrimonio con Rebeca Chamudes, profesora de Historia y Geografía, con quien tuvo dos hijos: Jaime y Alfonso Vadell Chamudes. El matrimonio fue anulado a inicios de la década de 1970, luego de ocho años. Chamudes falleció en septiembre de 2022. Posteriormente, en 1974, Vadell inició una relación con la actriz y escenógrafa teatral Susana Bomchil, quien falleció el 9 de mayo de 2025.

### Estudios y formación
Vadell cursó sus estudios secundarios en el Instituto Nacional General José Miguel Carrera de Santiago. En el instituto, asistió a una academia dramática dirigida por Julio Durán Cerda. Luego, asistió al Centro de Arte Dramático del Instituto Pedagógico (CADIP), dirigido por Luis Alarcón.  
En 1956 ingresó a la Escuela de Teatro de la Universidad de Chile, donde fue compañero de ingreso de Víctor Jara, Alejandro Sieveking, Tomás Vidiella, Jaime Silva y Lucho Barahona, y alumno de Agustín Siré, Pedro Orthous, Rubén Sotoconil, Bélgica Castro y María Cánepa. En 1957 desertó a sus estudios por el descontento con el teatro experimental.

## Carrera artística
En 1958 abandonó Santiago y se trasladó a Concepción, donde se integró a la compañía de Teatro de la Universidad de Concepción (TEUC). Estrenó La soga (1958), de Patrick Hamilton, La voz de la tórtola, de John van Druten, Una mirada desde el puente, de Arthur Miller, y Zamora de George Neveux.
En 1962 renunció al TEUC y regresó a Santiago. Vadell comenzó a trabajar en Teatro UC y en compañías independientes. Entre 1962 y 1968 debutó en televisión, trabajó en obras universales en los teleteatros de Canal 13 y Canal 9. También protagonizó diversas radionovelas y fotonovelas. 
En 1965 y 1976 integró al reparto de la compañía de Teatro Ictus, donde montaron exitosas obras colectivas, junto a Nissim Sharim, Delfina Guzmán y Jaime Celedón.
En 1968 debutó en cine con la película Tres tristes tigres, de Raúl Ruiz.
En 1977 renunció a la compañía Ictus, y junto con José Manuel Salcedo, fundaron la compañía La Feria. Como director artístico dirigió Hojas de Parra, salto mortal en un acto. El montaje se estrenó el 18 de febrero de 1977 y fue un éxito de audiencia. Sin embargo, debido a sus alusiones políticas a la dictadura militar, la obra recibió una dura crítica de La Segunda, periódico afín a la dictadura militar, luego de lo cual fueron clausurados y la carpa fue incendiada. Luego, trabajó en las compañías Teatro del Ángel y Teatro Aparte.
En 1981 fue parte del reparto principal de La madrastra, telenovela que logró una gran aclamación y un éxito comercial con un 80% de audiencia televisiva, se convirtió en telenovela chilena con mayor audiencia en el país. Desde 1981 hasta 1994 integró el reparto de telenovelas de Canal 13. En 1995, se unió al Área Dramática de Televisión Nacional de Chile, alcanzando protagonismo y popularidad con Borrón y cuenta nueva, Aquelarre, Amores de mercado —telenovela chilena más vista del People Meter— y Pecadores. 
Entre 1983 y 2007, Vadell y Susana Bomchil inauguraron en el barrio Bellavista de Santiago el espacio Teatro La Feria, el que funcionó hasta 2007. 
En 2006 protagonizó la película Padre nuestro, con gran aclamación. Por su papel, obtuvo un Premio Altazor, Premio Apes y Premio Pedro Sienna al Mejor actor de cine. En 2007 obtuvo el premio Mejor actor de cine en el Festival Internacional de Cine de Cartagena de Indias. 
En 2016 escribió - junto a Rodrigo Bastidas - y protagonizó en el montaje Viejos de Mierda con Coco Legrand y Tomás Vidiella. La obra fue el espectáculo teatral más visto de las temporadas 2017 y 2018, llegando a rondar los 500 000 espectadores a mediados del 2019 y recorriendo diversas regiones de Chile. En 2020, debido a la pandemia del Covid-19, la obra fue transmitida de manera virtual durante varios meses cosechando gran éxito.
En 2023 protagonizó la obra No me deje hablando solo, en el Teatro Municipal de Las Condes, junto a Héctor Noguera y Coca Guazzini bajo la dirección y dramaturgia de Rodrigo Bastidas. Fue la obra con mayor cantidad de espectadores del 2023 en Chile. El éxito de la obra permitió realizar una gira por distintas regiones el sur del país. En cine protagonizó El conde (2023), dirigida por Pablo Larraín y producida por Netflix. Vadell interpretó al dictador Augusto Pinochet. Por su papel, recibió el Premio Caleuche al Mejor actor protagónico en cine y recibió una nominación a los Premios Platino (España). La película recibió una nominación en los Premios Oscar en la categoría de Mejor Fotografía.

## Controversias

### Pensamiento político-cultural
Fue militante del Partido Comunista de Chile (PCCh). Abandonó su militancia política a comienzos de 1970, previo al Golpe de Estado en Chile de 1973. «Exigía mucho compromiso, demanda y disciplina política», declaró Vadell en CNN Chile en 2023. En 2024 Jaime Vadell en el programa Todo va a estar bien de Vía X, se declaró como admirador de Salvador Allende.
Las opiniones políticas de Vadell han sido descritas como controversiales. En marzo de 2024, Vadell catapultó contra de actores como Amparo Noguera y Francisco Melo que han criticado las políticas culturales del gobierno de Gabriel Boric. «Los actores son muy llorones. Siempre están pidiendo que los mantenga el Estado», declaró Vadell en la Radio Futuro. El Sindicato de Actrices y Actores (Sidarte), compartió una carta de 113 las entidades y personas firmantes en contra a los dichos de Vadell.

## Filmografía
| Año  | Películas                        | rol                | Director               |
| ---- | -------------------------------- | ------------------ | ---------------------- |
| 1966 | Solo el viento                   | Koo                | Julio García del Río   |
| 1968 | Tres tristes tigres              | Rodolfo "Rudy"     | Raúl Ruiz              |
| 1969 | Caliche Sangriento               | Capitán Ignacio    | Helvio Soto            |
| 1971 | Los testigos                     | Domingo            | Charles Elsesser       |
| 1971 | Nadie dijo nada                  | Germán             | Raúl Ruiz              |
| 1972 | La expropiación                  | Vidal              | Raúl Ruiz              |
| 1973 | El realismo socialista           | Diputado           | Raúl Ruiz              |
| 1973 | Esperando a Godoy                |                    | José Osuna             |
| 1977 | Julio comienza en julio          | Torres             | Silvio Caiozzi         |
| 1979 | El zapato chino                  |                    | Cristián Sánchez       |
| 1990 | ¡Viva el novio!                  | Manuel Infante     | Gerardo Cáceres        |
| 1990 | Amelia Lopes O'Neill             | Abogado            | Valeria Sarmiento      |
| 1996 | Bienvenida Casandra              | Padre Alejandro    | Marco Enríquez-Ominami |
| 1997 | 10.67                            |                    |                        |
| 1999 | Cinco marineros y un ataúd verde | Capitán Stevens    | Miguel Littin          |
| 2000 | Coronación                       | Carlos Gross       | Silvio Caiozzi         |
| 2001 | La tercera oreja                 |                    | Nicolás Acuña          |
| 2002 | Fragmentos Urbanos               | Ramón              |                        |
| 2004 | El roto: perjudícame cariño      | Gustavo            | Alberto Daiber         |
| 2004 | Tendida mirando las estrellas    | Padre de Grace     | Andrés Racz            |
| 2005 | El huésped                       | Dr. Bruzzone       | Jorge Hidalgo          |
| 2005 | Se arrienda                      | Gastón Fernández   | Alberto Fuguet         |
| 2006 | Padre nuestro                    | Eduardo "Caco"     | Rodrigo Sepúlveda      |
| 2007 | Matar a todos                    |                    | Esteban Schroeder      |
| 2008 | El regalo                        | Pacheco            | Cristián Galaz         |
| 2010 | Post mortem                      | Dr. Castillo       | Pablo Larraín          |
| 2010 | ¿Qué será de Soto?               | Soto               | Pablo Aguirre          |
| 2012 | No                               | Sergio Fernández   | Pablo Larraín          |
| 2012 | La chupilca del diablo           | Eladio "El huraño" | Ignacio Rodríguez      |
| 2013 | Aurora                           | Enrique Barría     | Rodrigo Sepúlveda      |
| 2014 | Santiago Violenta                | Padre de Noel      | Ernesto Díaz Espinoza  |
| 2015 | El Club                          | Padre Silva        | Pablo Larraín          |
| 2016 | Neruda                           | Arturo Alessandri  | Pablo Larraín          |
| 2019 | Araña                            | Ricardo            | Andrés Wood            |
| 2020 | Homemade                         |                    | Pablo Larraín          |
| 2021 | Un Loco Matrimonio en Cuarentena |                    | Rodrigo Bastidas       |
| 2022 | Blanquita                        |                    | Fernando Guzzoni       |
| 2022 | Desconectados                    | Rigoberto          | Diego Rougier          |
| 2023 | El Conde                         | Augusto Pinochet   | Pablo Larraín          |

## Televisión
| Año  | Teleserie                      | Rol                            | Cadena   |
| ---- | ------------------------------ | ------------------------------ | -------- |
| 1981 | La madrastra                   | Donato Fernández               | Canal 13 |
| 1982 | Alguien por quien vivir        | César Alonso                   | Canal 13 |
| 1983 | La noche del cobarde           | Román Del Río                  | Canal 13 |
| 1983 | Las herederas                  | Manuel Prado                   | Canal 13 |
| 1984 | El prisionero de la medianoche | David Carrasco                 | Canal 13 |
| 1985 | La trampa                      | Javier Madrid                  | Canal 13 |
| 1986 | Secreto de familia             | Emiliano Garagaytia            | Canal 13 |
| 1987 | La última cruz                 | Agustín Zazar                  | Canal 13 |
| 1988 | Matilde dedos verdes           | Pablo Arismendi                | Canal 13 |
| 1988 | Vivir así                      | Chumingo Mora                  | Canal 13 |
| 1989 | La intrusa                     | Felipe Miralta                 | Canal 13 |
| 1990 | ¿Te conté?                     | Rodrigo Montes                 | Canal 13 |
| 1991 | Villa Nápoli                   | Humberto Álvarez               | Canal 13 |
| 1992 | El palo al gato                | Rudy Mariano                   | Canal 13 |
| 1994 | Champaña                       | Bernardo Brandao               | Canal 13 |
| 1995 | Juegos de fuego                | Alberto Spencer                | TVN      |
| 1996 | Loca piel                      | Gerardo Page                   | TVN      |
| 1997 | Tic tac                        | Samuel Gaete                   | TVN      |
| 1998 | Borrón y cuenta nueva          | Santiago Bryce / Sixto Benítez | TVN      |
| 1999 | Aquelarre                      | Pelayo Jarpa                   | TVN      |
| 2000 | Santo ladrón                   | Antonio Palma                  | TVN      |
| 2001 | Amores de mercado              | Camilo Ruttenmeyer             | TVN      |
| 2002 | Purasangre                     | Adolfo Benavides               | TVN      |
| 2003 | Pecadores                      | Dionisio Cienfuegos            | TVN      |
| 2004 | Destinos cruzados              | Boris Riquelme                 | TVN      |
| 2004 | Ídolos                         | Arturo Montecinos              | TVN      |
| 2005 | Versus                         | Domingo Carrera                | TVN      |
| 2006 | Cómplices                      | Reinaldo Loyola                | TVN      |
| 2007 | Corazón de María               | Obispo Campino                 | TVN      |
| 2007 | Amor por accidente             | Daniel López                   | TVN      |
| 2008 | El señor de La Querencia       | Monseñor Echaurren             | TVN      |
| 2008 | Hijos del Monte                | Miguel Millán                  | TVN      |
| 2009 | Los exitosos Pells             | Marcial Balaguer               | TVN      |
| 2010 | La familia de al lado          | Renato Fabres                  | TVN      |
| 2011 | Aquí mando yo                  | Pedro Montenegro               | TVN      |
| 2012 | Separados                      | Álvaro Cavada                  | TVN      |
| 2013 | Secretos en el jardín          | Klaus Cox                      | Canal 13 |
| 2014 | Mamá mechona                   | Néstor Amenábar                | Canal 13 |
| 2014 | Chipe libre                    | Germán Hernández               | Canal 13 |
| 2016 | Pobre gallo                    | Onofre Pérez de Castro         | Mega     |
| 2017 | Tranquilo papá                 | Agustín Vial                   | Mega     |
| 2018 | Casa de muñecos                | Rodolfo Marin                  | Mega     |
| 2019 | Isla Paraíso                   | Anselmo Mardones               | Mega     |

| Año       | Serie                      | Rol                              | Cadena   |
| --------- | -------------------------- | -------------------------------- | -------- |
| 1965      | Juntos se pasa mejor       |                                  | Canal 13 |
| 1965      | El ideal de una calavera   | Abelardo Manríquez «El calavera» | Canal 13 |
| 1965      | La Quintrala               | Genaro de Pastene                | Canal 13 |
| 1966      | O‘Higgins                  | José Miguel Carrera              | Canal 9  |
| 1966      | Historia de los lunes      |                                  | Canal 9  |
| 1972      | La sal del desierto        | José Manuel Balmaceda            | TVN      |
| 1981      | Anakena                    | Leonardo Arriaza                 | Canal 13 |
| 1982      | Una familia feliz          | Víctor Altamira                  | Canal 13 |
| 1990      | Crónica de un hombre santo | Dr. Armas Cruz                   | Canal 13 |
| 1998      | Brigada Escorpión          | Werner Kinsky                    | TVN      |
| 1999      | Cuentos chilenos           | Doctor                           | TVN      |
| 2006      | El aval                    | Julián Vergara                   | TVN      |
| 2006-2007 | El día menos pensado       | Luis/Renato                      | TVN      |
| 2010      | Adiós al séptimo de línea  | Aníbal Pinto                     | Mega     |
| 2013      | El hombre de tu vida       | Padre Francisco                  | Canal 13 |
| 2017      | Neruda, la serie           | Arturo Alessandri                | Mega     |

## Teatro
- 1958: La soga
- 1958: La voz de la tórtola
- 1958: Una mirada desde el puente
- 1958: Monsieur Zamora
- 1959: Población esperanza
- 1959: Las redes del mar
- 1960: Té y simpatía
- 1960: La zapatera prodigiosa
- 1960: El pájaro azul
- 1961: Los pasos
- 1969: Cuestionemos la cuestión
- 1970: Todas las colorinas tienen pecas
- 1971: ¿Qué harán ustedes este año?
- 1972: La gotera en el comedor
- 1972: Tres noches de un sábado
- 1974: Nadie sabe para quien se enoja
- 1976: Pedro, Juan y Diego
- 1977: Hojas de Parra, salto mortal en un acto
- 1978: Una pena y un cariño
- 1978: Bienaventurados los pobres
- 1980: La república de Jauja
- 1980: A la Mary se le vio el popins
- 1981: Tejado de vidrio
- 1982: El tijeral
- 1982: El zoológico de mármol
- 1984: El proceso
- 1985: Crimen perfecto
- 1986: La canción rota
- 1987: El prisionero de la segunda avenida
- 1989: Con dinero ajeno
- 1990: 9 sábanas y 1/2
- 1998: Largo viaje hacia la noche
- 1999: La casa por la ventana
- 2000: Animitas
- 2002: Comida con amigos
- 2003: Kindergarten
- 2006: Amores Unplugged
- 2016-2019: Viejos de Mierda
- 2023-2024: No me deje hablando solo
- 2025: Aquí me bajo yo

## Vídeos musicales
| Año  | Título | Artista | Director       |
| ---- | ------ | ------- | -------------- |
| 2010 | Cabros | Odisea  | Álex Anwandter |

## Premios y reconocimientos
- Premio Máscara de Oro (1967)
- Premio Altazor 2000: premio al mejor actor de cine (‘’Coronación’’)
- Premio APES 2000: premio al mejor actor de reparto de cine (‘’Coronación’’)
- Premio Alpacine 2001: premio al mejor actor de cine (‘’Coronación’’)
- Premio Agustín Siré a la trayectoria artística, 2006.[36]
- Premio al Mejor Actor de Cine en el 47.º Festival Internacional de Cine y TV de Cartagena de Indias (‘’Padre Nuestro’’)
- Premio Altazor 2007: premio al mejor actor de cine (‘’Padre Nuestro’’)
- Premio APES 2007: premio al mejor actor de cine (‘’Padre Nuestro’’)
- Premio Pedro Sienna 2007: premio a la mejor interpretación protagónica (‘’Padre Nuestro’’)
- Premio Pedro Sienna 2009: premio a la mejor interpretación secundaria (‘’El Regalo’’)
- Premio Poa a la trayectoria artística por el Festival internacional de Cine de Viña del Mar (2010).
- Premio Altazor 2013: premio al mejor actor de cine (‘’No’’)
- Premio Pedro Sienna 2014: premio a la mejor interpretación protagónica (‘’La chupilca del diablo’’)
- Premio Astor de Oro al Mejor Actor de Cine en el Festival de Cine de Mar del Plata  2016 (‘’El Club‘’)
- Premios Caleuche 2016: premio a la trayectoria
- Homenaje a la Trayectoria Artística por el 8° Festival de la Cineteca Nacional de Chile, 2018.
- Homenaje a la Trayectoria Artística por la Fundación Santiago a Mil, 2022.
- Elegido 100 Líderes Mayores por Fundación Conecta Mayor, El Mercurio y la Pontificia Universidad Católica de Chile, 2023
- Homenaje a la Trayectoria Artística por el Teatro de la Universidad de Concepción (TUC), 2023.[37]
- Premio Pedro Sienna 2024 al mejor actor protagónico en cine por El conde, 2024

## Distinciones
- Medalla Honorífica por el Senado de Chile (2010).